# 新北電影節
新北市電影節（日語：新北市映画祭），或稱新北市影展，由新北市政府主辦的影展，於2012年首次舉辦，2014年為最後一屆，期間每年舉辦，主要會場在新北市板橋區。

## 沿革
新北電影節前身為2009年、2010年的「臺北縣電影藝術節」，2011年的「新北市電影藝術節」

## 各屆影展介紹
| 年份   | 屆次  | 主題     | 策展人 | 開幕片                        | 閉幕片                 |
| ------ | ----- | -------- | ------ | ----------------------------- | ---------------------- |
| 2012年 | 第1屆 | 世界之花 | 鄭秉泓 | 《野蓮香》 《生命中的每一天》 | 《大同：康有為在瑞典》 |
| 2013年 | 第2屆 | 自由之窗 | 鄭秉泓 | 《正面迎擊》                  | 《印象雷諾瓦》         |
| 2014年 | 第3屆 | 平行時空 | 鄭秉泓 | 《寒蟬效應》                  | 《鱷魚的黃眼睛》       |